# Бо (Шведска)
Бо (швед. Boo) град је у Шведској, у крајње источном делу државе. Град је у оквиру Стокхолмског округа, је значајно предграђе града Стокхолма. Бо је истовремено и највеће насеље Општине Нака.

## Природни услови
Град Бо се налази у крајње источном делу Шведске и Скандинавског полуострва. Од главног града државе, Стокхолма, град је удаљен 15 км источно.
Бо се развила у области источног Упланда. Градско подручје је бреговито. Надморска висина града је 20-50 м. Град се налази близу обале Балтичког мора. Источно од града пружа се низ острва, познатих као Стокхолмски архипелаг.

## Историја
Подручје Боа било насељено још у време средњег века. С до средине 20. века то је село без већег значаја.
После Другог светског рата управа града Стокхолма је пар деценија спроводила јак и брз развој предграђа у циљу растерећења самог града. Тако је настао и данашњи Бо, који својом величином спада у највећа предграђа.

## Становништво
Бо је данас насеље средње величине за шведске услове. Град има око 24.000 становника (податак из 2010. г.). Последњих деценија број становника у граду брзо расте.
До средине 20. века Бо су насељавали искључиво етнички Швеђани. Међутим, са јачањем усељавања у Шведску, становништво града је веома шаролико.